# ..Ah! l'amore l'amore quante cose fa fare l'amore..
..Ah! l'amore l'amore quante cose fa fare l'amore.., pubblicato nel 1971, è un album dal vivo della cantante italiana Ornella Vanoni.

## Descrizione
Il disco, tra i più famosi e rappresentativi della Vanoni, documenta un suo recital tenuto al Teatro Lirico di Milano nel febbraio 1971. L'album ha raggiunto il quarto posto in classifica.
L'lp presenta una copertina apribile. All'interno foto scattate durante il recital, riproduzioni di ritagli di giornali dell'epoca e della locandina dello spettacolo. Sulla locandina compare la scaletta dei brani eseguiti, più ampia rispetto alla selezione di pezzi ascoltabili sul disco.
Questa la scaletta riportata dalla locandina: Non esiste la solitudine/Albergo a ore/Il disertore/Che cosa c'è/L'amore è come un giorno/Ah...l'amore l'amore/È poi tutto qui?/Finalmente libera/Le mantellate/La zolfara/Ma mi/La giava rossa/Non andare via/L'appuntamento/Vedrai vedrai/Mi sono innamorata di te/Io sì/Ritornerai/L'Armando/Ho il coraggio di dire ti amo/Come si fa/Una ragione di più/Il tuo amore.
Ho il coraggio di dire ti amo di Alberto Testa e Tony Renis non è più stata riproposta ed è inedita nella versione di Ornella Vanoni.
Lo spettacolo comprendeva anche tre monologhi recitati: Il telegramma di Aldo Nicolaj, La costola di Adamo di Giorgio Prosperi, Civiltà di Maurizio Costanzo.
Ristampato più volte, non muta la sua veste grafica se non per minimi particolari come alcune scritte in rosso all'interno della copertina, che diventano nere nelle ristampe.

## Tracce
1. Non esiste la solitudine (La solitude ça n'existe pas) – 3:21 (Alberto Testa - Pierre Delanoë - Gilbert Bécaud)
2. Albergo a ore (Les amants d'un jour) – 2:46 (Herbert Pagani - Michèle Senlis - Claude Delécluse - Marguerite Monnot)
3. Il disertore (Le déserteur) – 3:25 (Giorgio Calabrese - Boris Vian - Harold Berg)
4. Che cosa c'è – 3:37 (Gino Paoli)
5. L'amore è come un giorno (L'amour, c'est comme un jour) – 1:48 (Sergio Bardotti - Charles Aznavour - Yves Stephane)
6. Ah, l'amore l'amore – 2:10 (Luigi Tenco)
7. E poi tutto qui (Is there all there is?) – 4:47 (Bruno Lauzi - Jerry Leiber - Mike Stoller)
8. Finalmente libera (Free again) – 3:45 (Mogol - Joseph Baselli - Armand Canfora - Michel Jourdan)
9. Le Mantellate – 4:44 (Giorgio Strehler - Fiorenzo Carpi)
10. La zolfara – 4:31 (Fausto Amodei - Michele L. Straniero)
11. Ma mi – 4:33 (Giorgio Strehler - Fiorenzo Carpi)

## Formazione
- Ornella Vanoni - voce
- Giuseppe Pistone - basso
- Filippo Daccò - chitarra
- Giancarlo Pillot - batteria
- Giancarlo Barigozzi - flauto